# Lupinus kellermanianus
Lupinus kellermanianus är en ärtväxtart som beskrevs av Charles Piper Smith. Lupinus kellermanianus ingår i släktet lupiner, och familjen ärtväxter. Inga underarter finns listade i Catalogue of Life.